# Jundiaí

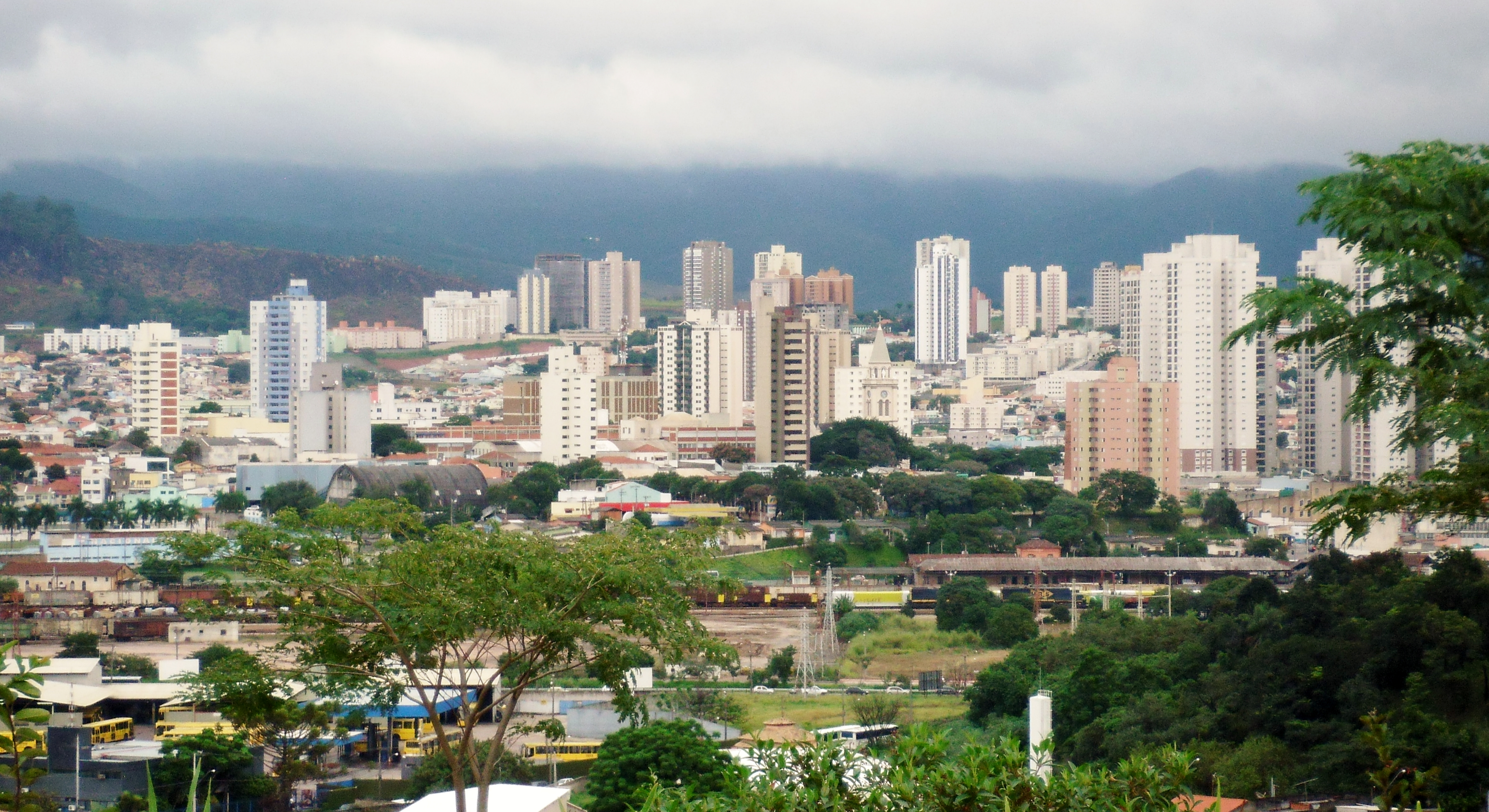
Jundiaí.

Jundiaí este un oraș în São Paulo (SP), Brazilia.